# Kinkala
Kinkala är en stad (franska: commune) i Kongo-Brazzaville. Den är huvudort i departementet Pool, i den södra delen av landet, 60 km väster om huvudstaden Brazzaville. Antalet invånare är 12 102.